# Ministerio de Educación y Justicia (1983)
El Ministerio de Educación y Justicia de Argentina fue un organismo perteneciente a la Administración Pública Nacional que existió entre 1983 y 1989.

## Historia
Se constituyó por Ley N.º 23 023 del 8 de diciembre de 1983 del presidente de facto Reynaldo Bignone. La misma fue publicada en el Boletín Oficial el 14 de diciembre.
Por decreto n.º 15 del 14 de diciembre de 1983 del presidente Raúl Alfonsín, se crearon en el ministerio las secretarías de Coordinación Educacional, Científica y Cultural, de Educación, de Justicia, de Ciencia y Técnica y de Cultura.
En abril de 1991, el Congreso de la Nación aprobó la Ley N.º 23 930 modificando la N.º 23 023 y creando los Ministerios de Cultura y Educación y de Justicia.